# 온다바강
온다바강(슬로바키아어: Ondava, 폴란드어: Ondawa)은 슬로바키아 동부를 흐르는 강으로 길이는 146 km, 유역 면적은 3,382 km2이다. 온다바강과 접한 주요 도시로는 스비드니크, 스트롭코우, 등이 있다.